# ローティス (ギリシア神話)

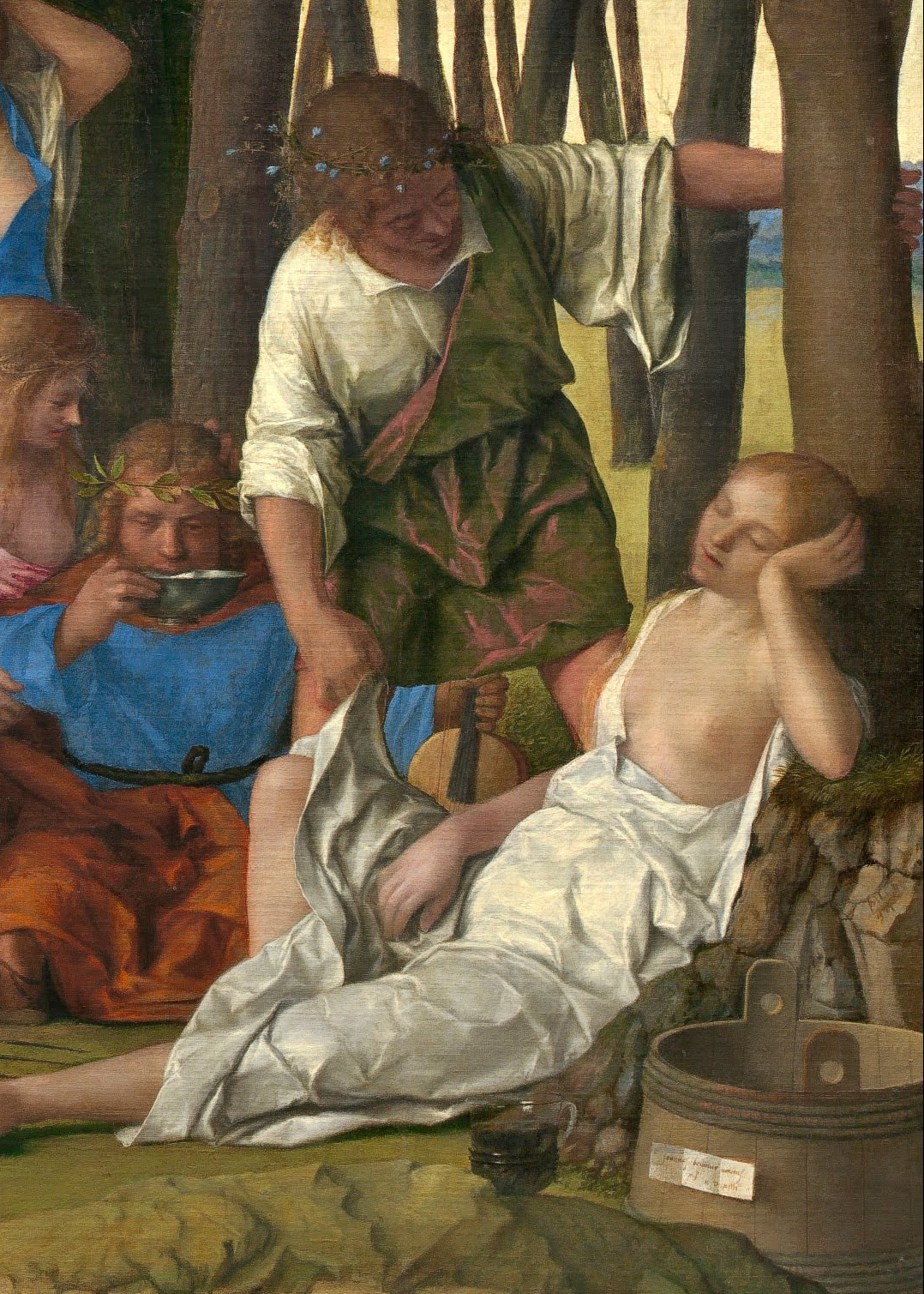
ジョヴァンニ・ベッリーニの絵画『神々の饗宴』に描かれたローティスとプリアーポス。ロンドン・ナショナル・ギャラリー所蔵。

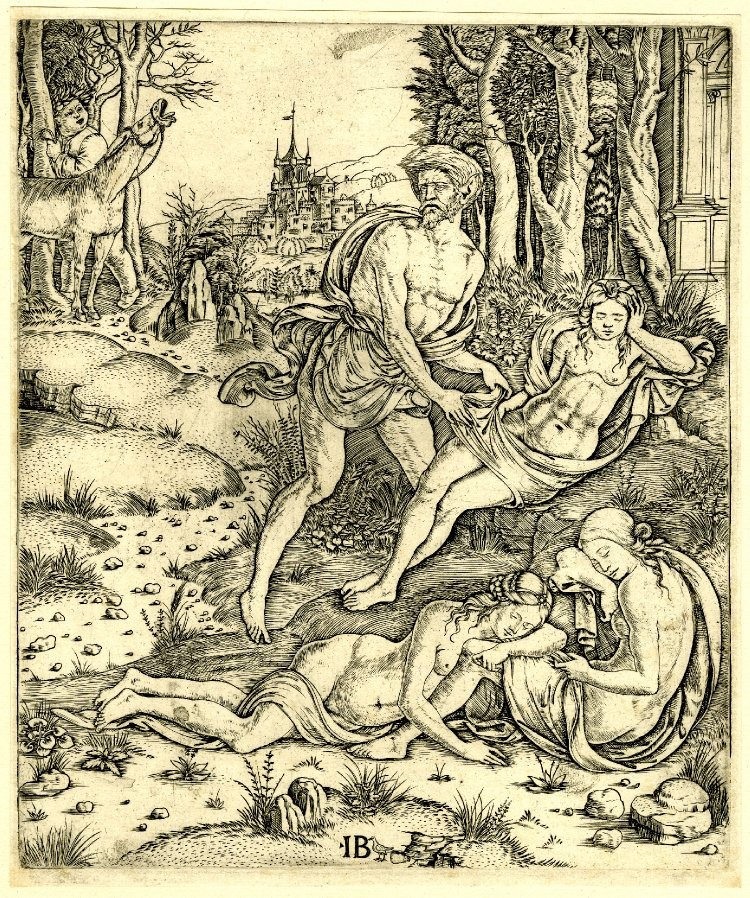
ヴァンニ・バッティスタ・パルンバによるエングレービング。1500年から1515年の間。大英博物館所蔵。

ローティス（古希: Λωτίς, Lōtis）は、ギリシア神話のニュムペーである。長音を省略してロティスとも表記される。ローティスの物語はオウィディウスの『祭暦』および『変身物語』で言及されている。

## 神話
オウィディウスの『祭暦』によると、ローティスはディオニューソス（ローマ神話のバックス）の祭礼に参加した際に、祭礼が行われた庭園を守るプリアーポス神に恋された。しかしローティスは傲慢さからプリアーポスを相手にしなかった。その夜、ローティスが祭礼の狂乱で遊び疲れて眠っていると、プリアーポスは起き上がってローティスに近づき、彼女の足にかかる衣服の裾をつまみ上げた。ところが間が悪いことに1頭のロバがいなないたため、驚いたローティスは目を覚まして、プリアーポスを突き飛ばし、走りながら眠りに包まれた森をたたき起こして回った。そのためプリアーポスは大いに笑われることとなり、邪魔をしたロバには死の罰が下った。この故事にちなんで、ヘレースポントス南岸の都市ラムプサコスでは、プリアーポスの祭礼の際にロバが犠牲に捧げられた。
同じくオウィディウス『変身物語』でも、ローティスがプリアーポスに恋されたことが言及されている。それによると、ローティスはプリアーポスから逃れるために水辺に咲く蓮に変身した。後にそのことを知らないドリュオペー（エウリュトスの娘）はローティスが変身した花を摘み取った。その場に居合わせた姉妹のイオレーも同じように花を摘もうとすると、不思議なことに枝が震え、花からは血が流れているのを見た。その後すぐにドリュオペーの足は根と化して大地に固定され、生まれて間もない息子アムピッソスを腕に抱いたまま樹に変じたという。

## ギャラリー

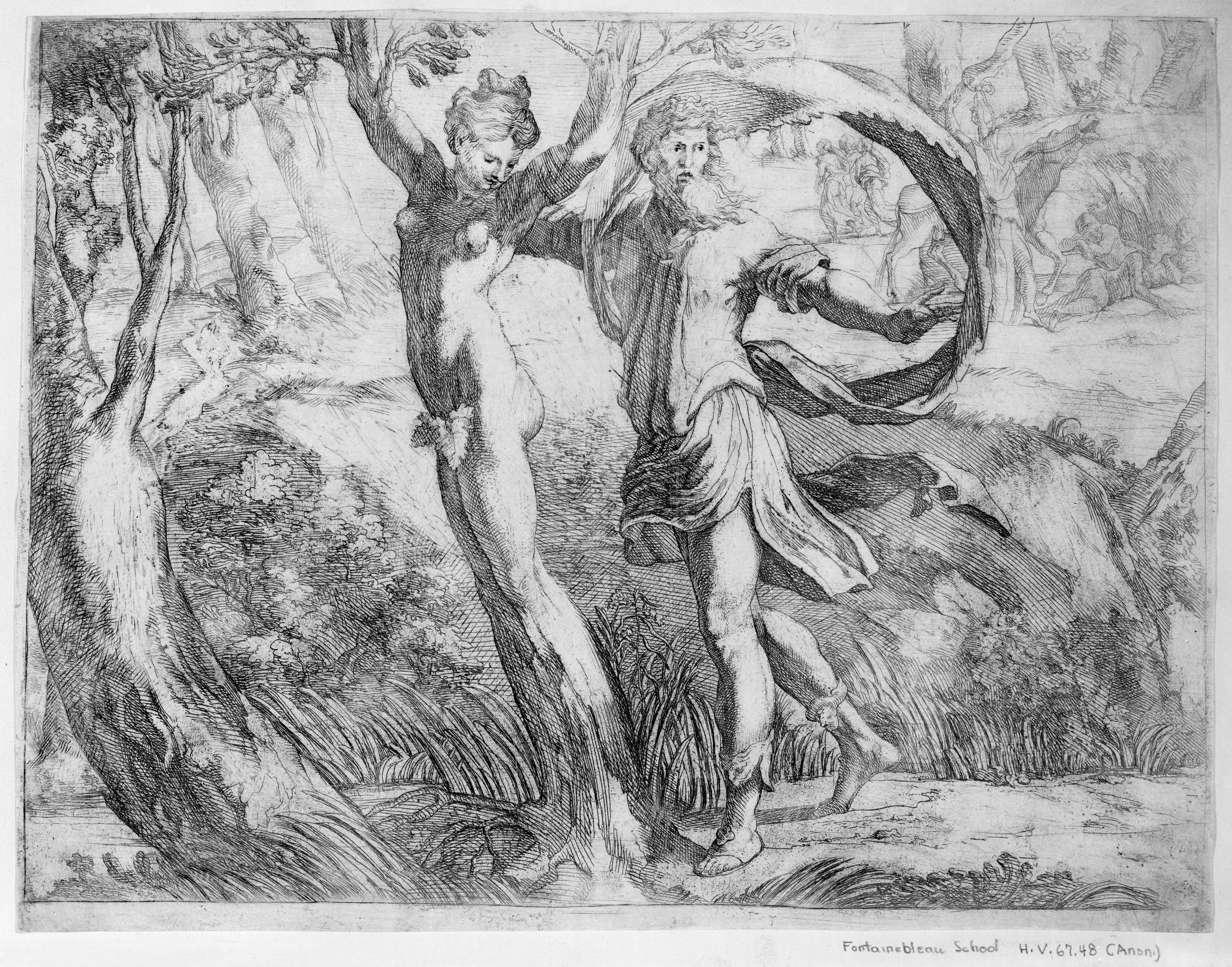
パルミジャニーノのエッチング『プリアーポスとローティス』1530年–1550年頃 メトロポリタン美術館所蔵
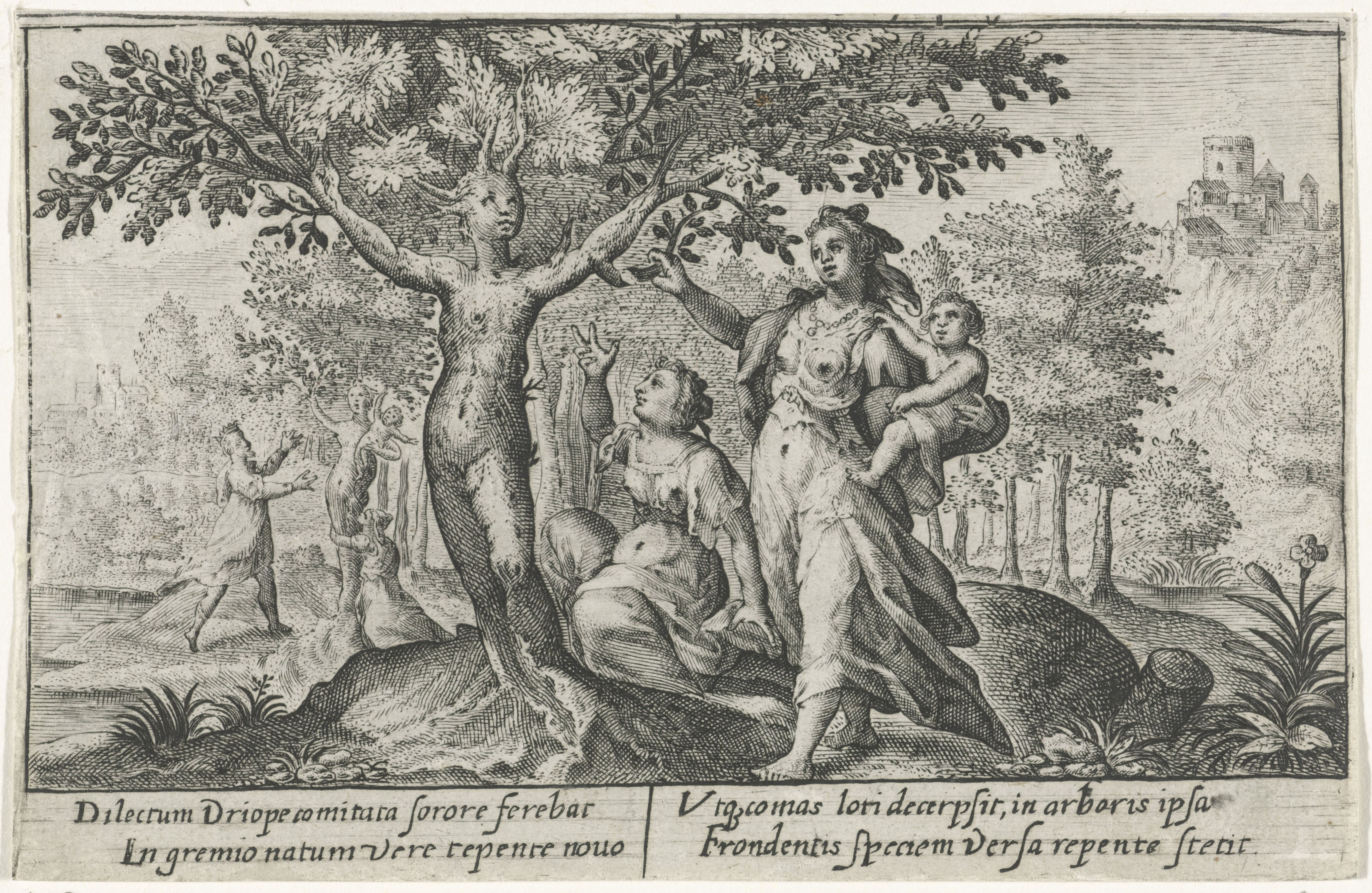
ローティスの枝を折るドリュオペー　17世紀のオウィディウス『変身物語』の挿絵 1602年-1607年